# Drago Grubelnik
Drago Grubelnik (ur. 15 stycznia 1976 w Radlje ob Dravi, zm. 17 listopada 2015 w Murnau am Staffelsee) – słoweński narciarz alpejski.

## Kariera
Po raz pierwszy na arenie międzynarodowej pojawił się w 1993 roku, startując na mistrzostwach świata juniorów w Montecampione. Zajął tam 27. miejsce w gigancie i 8. miejsce w slalomie. Jeszcze dwukrotnie startował na imprezach tego cyklu, zajmując między innymi dziesiąte miejsce w supergigancie podczas mistrzostw świata juniorów w Lake Placid w 1994 roku. W 1993 roku zdobył też złoty medal w slalomie podczas olimpijskiego festiwalu młodzieży Europy w Aoście.
W zawodach Pucharu Świata zadebiutował 27 października 1996 roku w Sölden, gdzie nie zakwalifikował się do drugiego przejazdu w gigancie. Pierwsze punkty wywalczył 8 marca 1997 roku w Shiga Kōgen, zajmując 27. miejsce w tej samej konkurencji. Na podium zawodów tego cyklu jedyny raz stanął 16 stycznia 2000 roku w Wengen, kończąc rywalizację w slalomie na trzeciej pozycji. W zawodach tych wyprzedzili go jedynie dwaj Norwegowie: Kjetil André Aamodt i Ole Kristian Furuseth. W sezonie 1998/1999 zajął 43. miejsce w klasyfikacji generalnej.
Wystartował w slalomie na igrzyskach olimpijskich w Nagano w 1998 roku, jednak został zdyskwalifikowany w drugim przejeździe. Na rozgrywanych cztery lata później igrzyskach w Salt Lake City nie ukończył drugiego przejazdu slalomu. Brał też udział w igrzyskach olimpijskich w Turynie w 2006 roku, gdzie zajął 13. miejsce w slalomie. Był też między innymi osiemnasty w slalomie na mistrzostwach świata w Sankt Moritz w 2003 roku.
Zakończył karierę w 2007 roku. W czerwcu 2013 został trenerem reprezentacji Bułgarii w narciarstwie alpejskim. Zginął 17 listopada 2015 w Murnau am Staffelsee w wyniku obrażeń odniesionych w wypadku samochodowym w Sölden.

## Osiągnięcia

### Igrzyska olimpijskie
| Miejsce | Dzień     | Rok  | Miejscowość    | Konkurencja | Czas biegu | Strata | Zwycięzca          |
| ------- | --------- | ---- | -------------- | ----------- | ---------- | ------ | ------------------ |
| DSQ2    | 21 lutego | 1998 | Nagano         | Slalom      | 1:49,31    | -      | Hans Petter Buraas |
| DNF2    | 23 lutego | 2002 | Salt Lake City | Slalom      | 1:41,06    | -      | Jean-Pierre Vidal  |
| 13.     | 25 lutego | 2006 | Turyn          | Slalom      | 1:43,14    | +2,55  | Benjamin Raich     |

### Mistrzostwa świata
| Miejsce | Dzień     | Rok  | Miejscowość       | Konkurencja | Czas biegu | Strata | Zwycięzca      |
| ------- | --------- | ---- | ----------------- | ----------- | ---------- | ------ | -------------- |
| 21.     | 12 lutego | 1999 | Vail/Beaver Creek | Gigant      | 2:19,31    | +4,00  | Lasse Kjus     |
| DNF1    | 14 lutego | 1999 | Vail/Beaver Creek | Slalom      | 1:42,12    | –      | Kalle Palander |
| 18.     | 16 lutego | 2003 | Sankt Moritz      | Slalom      | 2:45,93    | +1,90  | Ivica Kostelić |

### Mistrzostwa świata juniorów
| Miejsce | Dzień    | Rok  | Miejscowość   | Konkurencja | Czas biegu | Strata | Zwycięzca          |
| ------- | -------- | ---- | ------------- | ----------- | ---------- | ------ | ------------------ |
| 27.     | 5 marca  | 1993 | Montecampione | Gigant      | 2:06,45    | +4,97  | Josef Strobl       |
| 8.      | 6 marca  | 1993 | Montecampione | Slalom      | 2:06,45    | +1,15  | Chip Knight        |
| 10.     | 11 marca | 1994 | Lake Placid   | Supergigant | 1:24,40    | +2,08  | Benjamin Melquiond |
| DNF     | 16 marca | 1995 | Voss          | Zjazd       | 1:41,19    | -      | Kurt Sulzenbacher  |
| 13.     | 19 marca | 1995 | Voss          | Slalom      | 1:32,12    | +3,87  | Florian Seer       |
| 13.     | 21 marca | 1995 | Voss          | Gigant      | 1:58,91    | +2,82  | Christoph Gruber   |

### Puchar Świata

#### Miejsca w klasyfikacji generalnej
- sezon 1996/1997: 110.
- sezon 1997/1998: 130.
- sezon 1998/1999: 43.
- sezon 1999/2000: 68.
- sezon 2000/2001: 93.
- sezon 2001/2002: 47.
- sezon 2002/2003: 74.
- sezon 2003/2004: 54.
- sezon 2004/2005: 113.
- sezon 2005/2006: 110.

#### Miejsca na podium
1. Wengen – 16 stycznia 2000 (slalom) – 3. miejsce